# Mount Butterworth
Mount Butterworth är ett berg i Antarktis. Det ligger i Östantarktis. Australien gör anspråk på området. Toppen på Mount Butterworth är 1 515 meter över havet.
Terrängen runt Mount Butterworth är huvudsakligen platt, men österut är den kuperad. Trakten är obefolkad. Det finns inga samhällen i närheten.